# Église Saint-Just de Palmes
Pour les articles homonymes, voir église Saint-Just.
L'église Saint-Just de Palmes est une église romane située près du hameau de Palmes, sur la commune de Campoussy, dans le département français des Pyrénées-Orientales.